# محطة قطار العفرون
محطة العفرون هي محطة قطار جزائرية ، تقع في إقليم بلدية العفرون ، بولاية البليدة .

## موقع في السكك الحديدية
تقع محطة العفرون على خط الجزائر-وهران ، بين محطتي موزاية وواد جر .

## خدمة الركاب

### خدمة
تخدم محطة العفرون القطارات:
- مخطط الطريق الجزائر - وهران ؛
- الروابط الإقليمية لجهة الجزائر - الشلف ؛
- من شبكة السكك الحديدية في ضواحي الجزائر العاصمة والتي تربط الجزائر بالعفرون .

## أنظر أيضا

### مقالات ذات صلة
- خط من الجزائر إلى وهران
- قائمة محطات القطارات في الجزائر
- شبكة السكك الحديدية الضواحي في الجزائر

### رَوابط خارجية
- "SNTF". Société nationale des transports ferroviaires (SNTF). مؤرشف من الأصل في 2025-06-30..